# 塞琉古紀年

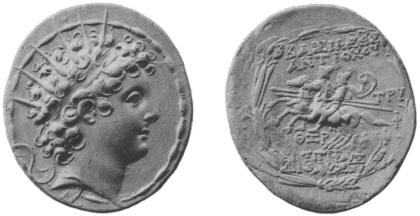
安條克六世的錢幣，反面是馬背上的卡斯托爾和波呂狄烏刻斯（Castor and Polydeuces）。以希臘銘文 ΒΑΣΙΛΕΩΣ ΑΝΤΙΟΧΟΥ ，即「國王安條克的」之意。另以 ΘΞΡ 表示169，代表塞琉古紀年169年，轉換為公元前144年–前143年

塞琉古紀年，亦名希臘紀年、希臘人紀年或亞歷山大紀年，是一套塞琉古帝國以及之後受希臘化文明影響的古代國家所採用的紀年方式。這種紀年方式以塞琉古一世前往埃及避難後，於前311年回到巴比倫作為塞琉古紀年的元年開始，這一年被塞琉古和之後的塞琉古王室認為建立塞琉古帝國的標誌。而這種紀年法在巴比倫編年史中的繼業者編年史提起。
關於塞琉古紀年有兩種不同的計算方式：
1. 在塞琉古帝國的當地住民多使用巴比倫曆，並以尼散奴（Nisānu）為巴比倫曆的一月（時間約等同今日的四月），故此系統的塞琉古紀年的元年等於公元前311年四月到公元前310年三月。
2. 而塞琉古帝國的宮廷雖然採用巴比倫曆（但換上馬其頓的月份名），一月卻是在秋季，故此系統的塞琉古紀年的元年等於公元前311年秋季到公元前310年夏季。

這兩種計算方式造成同一事件卻有兩種不同的年份。歷史學者Elias J. Bickerman曾舉下一個例子:
以猶大·馬加比修復耶路撒冷第二神殿為例，這日期大約在前164年的12月15日，在猶太人的塞琉古紀年為148年，但在塞琉古帝國宮廷記為塞琉古紀年的149年。
塞琉古紀年在西亞持續使用到六世紀，如敘利亞的Zebed銘文中，記上塞琉古紀年的823年Gorpiaios月24日，等同於公元512年9月24日。在葉門猶太人的社群中持續使用塞琉古紀年。另外在中國唐朝時所立的大秦景教流行中國碑敘利亞文中，提到希臘紀年1092年，即是採用塞琉古紀年。